# Meine Schwiegersöhne und ich
Meine Schwiegersöhne und ich ist eine deutsche Familienserie, die vom 8. Dezember 1969 bis zum 9. März 1970 im Vorabendprogramm des Hessischen Rundfunks lief. Als Vorlage diente der gleichnamige Roman von Jo Hanns Rösler.

## Handlung
Der Schriftsteller Johannes Rosen ist Vater zweier Töchter, Johanna und Brigitte. Jedem potentiellen Schwiegersohn steht er äußerst kritisch gegenüber. Der Medizinstudent Martin und Richard, Junior-Chef einer Baufirma, finden dann doch sein Wohlwollen. Bei den dann folgenden Eheproblemen kann der besorgte Vater seine Lebenserfahrung einbringen und als Ratgeber fungieren.

## Hintergrund
Die Musik für die Serie stammt von Norbert Schultze, der auch zahlreiche Filmmusiken komponierte u. a. „Lili Marleen“ und „Nimm mich (uns) mit, Kapitän, auf die Reise“.
Obwohl die Serie in Berlin spielt und gedreht wurde tragen viele Autos das fiktive Kennzeichen „PV“.

## Veröffentlichungen
Die Erstausstrahlungen erfolgten jeweils Montag abends um 19:25 Uhr im Regionalprogramm des Hessischen Rundfunks. Am 10. September 2010 erschien eine DVD der kompletten Serie. Die einzelnen Episoden sind ebenfalls auf YouTube zu sehen.

## Episoden
1. Die feindliche Vorhut
2. Das achte Weltwunder
3. Wilhelm der Eroberer
4. Mozartkugeln
5. Die Verlobten
6. Doppelhochzeit
7. Familienfest
8. Geschmacksfragen
9. Der Handel
10. Das Scherbengericht
11. Frau am Steuer
12. An der Umkehrgrenze
13. Die diplomatische Krankheit